# Hedensted Kommune (1970-2006)
Hedensted Kommune i Vejle Amt blev dannet ved kommunalreformen i 1970. Ved strukturreformen i 2007 blev den udvidet til den nuværende Hedensted Kommune ved indlemmelse af Juelsminde Kommune og det meste af Tørring-Uldum Kommune. 

## Hedensted-Daugård Kommune
Inden kommunalreformen blev Hedensted-Daugård Kommune dannet ved frivillig sammenlægning af 2 sognekommuner:
| Kommune               | Folketal september 1965 | Byer      |
| --------------------- | ----------------------- | --------- |
| Hedensted-Store Dalby | 3.305                   | Hedensted |
| Ørum-Daugård          | 1.204                   | Daugård   |
| I alt                 | 4.509                   |           |

## Hedensted Kommune
Ved selve kommunalreformen blev Hedensted Kommune dannet af Hedensted-Daugård Kommune og yderligere 4 sognekommuner:
| Kommune           | Folketal 1. januar 1970 | Byer                        |
| ----------------- | ----------------------- | --------------------------- |
| Hedensted-Daugård | 4.809                   |                             |
| Korning           | 620                     | Korning                     |
| Løsning           | 2.382                   | Løsning (bydel i Hedensted) |
| Ølsted            | 803                     | Ølsted                      |
| Øster Snede       | 1.908                   | Øster Snede                 |
| I alt             | 10.522                  |                             |

Hertil kom Urlev Sogn. Det hørte til sognekommunen Urlev-Stenderup, som havde 1.219 indbyggere. Stenderup Sogn med byen Stenderup kom til Juelsminde Kommune. Kommunegrænsen blev justeret så Juelsminde fik 2-3 matrikler i Urlev Sogn og Hedensted fik 2 matrikler i Stenderup Sogn.
Hedensted fik ejerlavet Eriknauer i Hatting Sogn, som ellers kom til Horsens Kommune. Og Hedensted fik 5 matrikler fra Sindbjerg Sogn i Tørring-Uldum Kommune, men afgav 15 matrikler i Øster Snede Sogn til samme kommune. Endelig fik Hedensted 600 m² fra 1 matrikel i Engum Sogn, der kom til Vejle Kommune

## Sogne
Hedensted Kommune bestod af følgende sogne:
- Daugård Sogn (Hatting Herred)
- Hedensted Sogn (Hatting Herred)
- Korning Sogn (Hatting Herred)
- Løsning Sogn (Hatting Herred)
- Store Dalby Sogn (Hatting Herred)
- Urlev Sogn (Bjerre Herred)
- Ølsted Sogn (Hatting Herred)
- Ørum Sogn (Bjerre Herred)
- Øster Snede Sogn (Nørvang Herred)

## Borgmestre[5]
| Navn              | Parti                       | Periode   |
| ----------------- | --------------------------- | --------- |
| Hans Axelsen      | Det Konservative Folkeparti | 1970-1974 |
| Helge Nielsen     | Venstre                     | 1974-1994 |
| Kaj Larsen        | Det Konservative Folkeparti | 1994-1998 |
| Jørn Juhl Nielsen | Socialdemokratiet           | 1998-2006 |